# Ivon Curi
Ivo José Curi, conhecido como Ivon Curi, (Caxambu, 5 de junho de 1928 — Rio de Janeiro, 24 de junho de 1995) foi um cantor, compositor e ator brasileiro.

## Biografia
Passou a infância e parte da adolescência em sua cidade natal. Era filho de José Kalil Curi e de Maria Curi, e irmão do famoso locutor esportivo Jorge Curi e do locutor noticiarista Alberto Curi, ambos também falecidos. Foi batizado na Igreja Matriz de Caxambu, em 29 de março de 1929, pelo monsenhor José João de Deus, tendo como padrinhos Assad Safade e sua irmã mais velha, Jenny Curi, a qual passaria a criá-lo depois da morte de sua mãe, em 1936. No início dos anos 1940 mudou-se para o Rio de Janeiro. Trabalhou inicialmente na Pan American Airlines em terra.
Iniciou sua carreira artística como cantor em 1947, contratado como cantor principal da orquestra do maestro Zaccarias, do Hotel Copacabana Palace.
Notabilizou-se também por suas participações como ator e cantor em inúmeras chanchadas da Atlântida durante a década de 1950. 
Em 1960, gravou, ao lado de Elizeth Cardoso, um jingle para a campanha vice-presidencial de João Goulart.
Em 1966, participou do programa Adoráveis Trapalhões com Renato Aragão, Wanderley Cardoso e Ted Boy Marino.
Na década de 1980 foi homenageado pelo diretor  Ivan Cardoso em As Sete Vampiras e O Escorpião Escarlate, filmes nos quais reproduz o seu tipo aristocrático e abobalhado dos tempos de Atlântida. Também foi o proprietário do Karaokê CANJA, no Leblon, próximo à Lagoa Rodrigo Freitas. 
Seu último personagem em televisão foi o gaúcho Gaudêncio da Escolinha do Professor Raimundo.
Ivon Curi morreu aos 67 anos de idade na cidade do Rio de Janeiro devido à falência de múltiplos órgãos e insuficiência respiratória, em 24 de junho de 1995. Casado com Ivone Curi, deixou quatro filhos, Ivana, Ivan, Ivna e Ivo.

## Maiores sucessos
- 1949 - Me Leva 	 (com Carmélia Alves)
- 1950 - Tá Fartando Coisa em Mim
- 1950 - Nego, Meu Amor 	 (com Marlene)
- 1953 - João Bobo
- 1953 - O Xote das Meninas
- 1953 - Amor de Hoje
- 1954 - Sob o Céu de Paris
- 1955 - Farinhada
- 1957 - Comida de Pensão - Compositor - Miguel Miranda de Jesus
- 1957 - Farinhada
- 1970 - Procurando Tu
- 1971 - Capim Gordura

## Filmografia

### Cinema
| Ano  | Título                     | Papel                       |
| ---- | -------------------------- | --------------------------- |
| 1948 | É com Esse Que Eu Vou      |                             |
| 1950 | Aviso aos Navegantes       | Príncipe Suave Leão         |
| 1951 | Aí Vem o Barão             | Navalha                     |
| 1952 | Barnabé, Tu És Meu         |                             |
| 1952 | É Fogo na Roupa            | Juvenal                     |
| 1954 | O petróleo é nosso         |                             |
| 1956 | Vamos com Calma            | Príncipe Nico               |
| 1956 | Sai de Baixo               |                             |
| 1956 | Guerra ao Samba            | Anastácio                   |
| 1956 | Depois Eu Conto            |                             |
| 1957 | Garotas e Samba            |                             |
| 1957 | Maluco por Mulher          |                             |
| 1957 | Com Jeito, Vai             |                             |
| 1958 | Alegria de Viver           | ele mesmo em número musical |
| 1959 | Garota Enxuta              |                             |
| 1960 | Tudo Legal                 |                             |
| 1967 | A Espiã Que Entrou em Fria |                             |
| 1975 | Assim Era a Atlântida      |                             |
| 1986 | As Sete Vampiras           | Barão Von Pal               |
| 1990 | O Escorpião Escarlate      |                             |

### Televisão
| Ano     | Título                          | Papel              |
| ------- | ------------------------------- | ------------------ |
| 1966    | Os Adoráveis Trapalhões         |                    |
| 1977-90 | Os Trapalhões                   | Vários Personagens |
| 1979    | Feijão Maravilha                | Principe Rachid    |
| 1982    | Chico Anysio Show               |                    |
| 1990    | Barriga de aluguel              | Promotor público   |
| 1991    | Escolinha do Professor Raimundo | Seu Gaudêncio      |

### Dublagem
| Ano  | Título          | Papel   |
| ---- | --------------- | ------- |
| 1991 | A Bela e a Fera | Lumière |